# Les Forges (Vosges)
Les Forges is een Franse gemeente in het departement Vosges in de regio Grand Est en maakt deel uit van het arrondissement Épinal. De gemeente telde 1.779 inwoners op 1 januari 2022.

## Geografie
De oppervlakte van Les Forges bedraagt 7,14 vierkante kilometer; Op 1.779 was de bevolkingsdichtheid 249,2 inwoners per km².
De onderstaande kaart toont de ligging van Les Forges met de belangrijkste infrastructuur en aangrenzende gemeenten.

## Demografie
Onderstaande figuur toont het verloop van het inwonertal.